# Campeonato Mundial de Natação em Piscina Curta de 2012 - 100 m medley masculino
A prova dos 100 metros nado medley masculino do Campeonato Mundial de Natação em Piscina Curta de 2012 foi disputado entre 15 e 16 de dezembro em Istambul  na Turquia.

## Recordes
Antes desta competição, os recordes mundiais e do campeonato nesta prova eram os seguintes:
|    | Nome         | Nacionalidade  | Tempo | Local    | Data                   |
| -- | ------------ | -------------- | ----- | -------- | ---------------------- |
| WR | Peter Mankoč | Eslovênia      | 50.76 | Istambul | 12 de dezembro de 2009 |
| CR | Ryan Lochte  | Estados Unidos | 50.81 | Dubai    | 18 de dezembro de 2010 |

## Medalhistas
| Ouro              | Prata            | Bronze              |
| Ryan Lochte (USA) | Kenneth To (AUS) | George Bovell (TRI) |

## Resultados

### Eliminatórias
As eliminatórias ocorreram dia 15 de dezembro.
| Colocação | Bateria | Raia | Nome                              | Tempo   | Notas |
| --------- | ------- | ---- | --------------------------------- | ------- | ----- |
| 1         | 2       | 5    | Ryan Lochte (USA)                 | 51.75   | Q     |
| 2         | 8       | 4    | Kenneth To (AUS)                  | 52.58   | Q     |
| 3         | 7       | 3    | Simon Sjödin (SWE)                | 53.08   | Q, NR |
| 4         | 9       | 7    | Daiya Seto (JPN)                  | 53.49   | Q     |
| 5         | 9       | 4    | George Bovell (TRI)               | 53.51   | Q     |
| 6         | 8       | 3    | Takuro Fujii (JPN)                | 53.57   | Q     |
| 7         | 7       | 2    | Gal Nevo (ISR)                    | 53.61   | Q     |
| 8         | 7       | 6    | Diogo Carvalho (POR)              | 53.64   | Q     |
| 9         | 3       | 1    | Conor Dwyer (USA)                 | 53.68   | Q     |
| 10        | 8       | 5    | Martti Aljand (EST)               | 53.82   | Q     |
| 11        | 9       | 5    | Peter Mankoč (SLO)                | 53.92   | Q     |
| 12        | 8       | 8    | Jake Tapp (CAN)                   | 54.06   | Q     |
| 13        | 8       | 6    | Daniel Skaaning (DEN)             | 54.13   | Q     |
| 14        | 6       | 5    | Robert Žbogar (SLO)               | 54.21   | Q     |
| 15        | 8       | 1    | Jan Świtkowski (POL)              | 54.32   | Q     |
| 16        | 2       | 0    | Mindaugas Sadauskas (LTU)         | 54.43   | Q     |
| 17        | 9       | 3    | Dmitry Zhilin (RUS)               | 54.44   |       |
| 18        | 9       | 8    | Aleksey Derlyugov (UZB)           | 54.50   | NR    |
| 19        | 9       | 1    | Chris Christensen (DEN)           | 54.55   |       |
| 20        | 7       | 7    | Sun Xiaolei (CHN)                 | 54.59   |       |
| 21        | 8       | 2    | Darren Murray (RSA)               | 54.64   |       |
| 22        | 8       | 0    | Andreas Vazaios (GRE)             | 54.72   |       |
| 23        | 9       | 2    | Dominik Straga (CRO)              | 54.92   |       |
| 24        | 6       | 6    | Dávid Verrasztó (HUN)             | 55.07   |       |
| 25        | 7       | 8    | Taki M'Rabet (TUN)                | 55.26   |       |
| 26        | 7       | 5    | Coleman Allen (CAN)               | 55.40   |       |
| 27        | 3       | 8    | Ensar Hajder (BIH)                | 55.53   | NR    |
| 28        | 7       | 1    | Jason Dunford (KEN)               | 55.55   | NR    |
| 29        | 2       | 4    | Liu Weijia (CHN)                  | 55.57   |       |
| 30        | 9       | 0    | Orel Oral (TUR)                   | 55.93   |       |
| 31        | 6       | 4    | Alex Hernandez Medina (CUB)       | 56.04   |       |
| 32        | 7       | 0    | Vasilii Danilov (KGZ)             | 56.47   |       |
| 33        | 3       | 0    | Matthew Johnson (GBR)             | 57.15   |       |
| 34        | 8       | 9    | Quah Zheng Wen (SIN)              | 57.23   |       |
| 35        | 6       | 2    | Agnishwar Jayaprakash (IND)       | 57.28   |       |
| 36        | 6       | 3    | Jordy Groters (ARU)               | 57.63   |       |
| 37        | 5       | 2    | Eliebenezer San Jose Wong (MNP)   | 57.89   |       |
| 38        | 7       | 9    | Pang Sheng Jun (SIN)              | 57.91   |       |
| 39        | 2       | 3    | Awse Ma'aya (JOR)                 | 58.35   |       |
| 40        | 3       | 2    | Marko Blaževski (MKD)             | 58.59   |       |
| 41        | 2       | 7    | Damjan Petrovski (MKD)            | 59.00   |       |
| 42        | 6       | 8    | Arvind Mani (IND)                 | 59.82   |       |
| 43        | 5       | 4    | Enrique Duran Garcia-Bedoya (PER) | 59.84   |       |
| 44        | 2       | 2    | Obaid Al-Jasmi (UAE)              | 59.88   |       |
| 45        | 5       | 3    | Colin Bensadon (GIB)              | 59.95   |       |
| 46        | 6       | 7    | Josue Dominguez Ramos (DOM)       | 1:00.06 |       |
| 47        | 3       | 6    | Jordan Augier (LCA)               | 1:00.22 | NR    |
| 48        | 3       | 9    | Lao Kuan Fong (MAC)               | 1:00.53 |       |
| 49        | 3       | 7    | Chao Man Hou (UZB)                | 1:00.65 |       |
| 50        | 6       | 9    | Paul Elaisa (FIJ)                 | 1:01.05 |       |
| 51        | 5       | 7    | Fernando Medrano Medina (NCA)     | 1:01.53 |       |
| 52        | 6       | 0    | Omar Yousif (BHR)                 | 1:01.60 |       |
| 53        | 6       | 1    | Julian Harding (MLT)              | 1:01.68 |       |
| 54        | 4       | 4    | Julien Brice (LCA)                | 1:02.37 |       |
| 55        | 5       | 0    | Ralph Wesley Goveia (ZAM)         | 1:02.46 |       |
| 56        | 5       | 1    | Kensuke Kimura (MNP)              | 1:02.56 |       |
| 57        | 1       | 3    | David van der Colff (BOT)         | 1:03.49 |       |
| 58        | 5       | 8    | C. Andrews (COK)                  | 1:03.57 |       |
| 59        | 5       | 9    | Omar Omar (QAT)                   | 1:04.64 |       |
| 60        | 4       | 5    | Azim Azimov (TKM)                 | 1:05.28 |       |
| 61        | 4       | 6    | Khalid Baba (BHR)                 | 1:06.82 |       |
| 62        | 2       | 6    | Kgosietsile Molefinyane (BOT)     | 1:07.16 |       |
| 63        | 4       | 3    | Valentin Gorshkov (TKM)           | 1:07.44 |       |
| 64        | 4       | 2    | Michael Hitchcock (GIB)           | 1:09.11 |       |
| 65        | 4       | 8    | Franc Aleksi (ALB)                | 1:09.66 |       |
| 66        | 5       | 5    | Giordan Harris (MHL)              | 1:09.69 |       |
| 67        | 4       | 0    | Brandon Schuster (SAM)            | 1:10.04 |       |
| 68        | 1       | 5    | Mamadou Amara Soumare (MLI)       | 1:11.51 |       |
| 69        | 3       | 4    | Jamal Tamasese (SAM)              | 1:12.72 |       |
| 70        | 4       | 1    | Conrad Gaira (UGA)                | 1:13.39 |       |
| 71        | 4       | 9    | Naser Hassan (QAT)                | 1:14.99 |       |
| 72        | 3       | 5    | Nikolas Sylvester (VIN)           | 1:15.21 |       |
| 73        | 3       | 3    | Storm Halbich (VIN)               | 1:17.56 |       |
| 74        | 2       | 1    | Rhudi Ayi Mensah Quaye (GHA)      | DSQ     |       |
| 74        | 4       | 7    | Tepaia Zac Payne (COK)            | DSQ     |       |
| 75        | 1       | 4    | Alexis Santos (POR)               | DNS     |       |
| 75        | 2       | 8    | Luis Rafael Rojas Martinez (VEN)  | DNS     |       |
| 75        | 5       | 6    | Omar Mithqal (JOR)                | DNS     |       |
| 75        | 7       | 4    | Vladimir Morozov (RUS)            | DNS     |       |
| 75        | 8       | 7    | Aschwin Wildeboer Faber (ESP)     | DNS     |       |
| 75        | 9       | 6    | Thiago Simon (BRA)                | DNS     |       |
| 75        | 9       | 9    | Gabriel Melconian Alvez (URU)     | DNS     |       |

### Semifinal
A semifinal  ocorreu dia 15 de dezembro.
| Colocação | Bateria | Raia | Nome                | Nacionalidade     | Tempo | Notas |
| --------- | ------- | ---- | ------------------- | ----------------- | ----- | ----- |
| 1         | 2       | 4    | Ryan Lochte         | Estados Unidos    | 50.71 | WR    |
| 2         | 1       | 4    | Kenneth To          | Austrália         | 51.47 |       |
| 3         | 2       | 3    | George Bovell       | Trinidad e Tobago | 51.66 |       |
| 4         | 2       | 5    | Simon Sjödin        | Suécia            | 52.51 | NR    |
| 5         | 2       | 2    | Conor Dwyer         | Estados Unidos    | 52.74 |       |
| 6         | 2       | 7    | Peter Mankoč        | Eslovênia         | 52.80 |       |
| 7         | 1       | 5    | Daiya Seto          | Japão             | 53.10 |       |
| 8         | 1       | 3    | Takuro Fujii        | Japão             | 53.14 |       |
| 9         | 2       | 6    | Gal Nevo            | Israel            | 53.25 |       |
| 10        | 1       | 2    | Martti Aljand       | Estónia           | 53.31 |       |
| 11        | 1       | 7    | Jake Tapp           | Canadá            | 53.67 |       |
| 12        | 1       | 6    | Diogo Carvalho      | Portugal          | 53.69 |       |
| 13        | 2       | 1    | Daniel Skaaning     | Dinamarca         | 54.05 |       |
| 14        | 2       | 8    | Jan Świtkowski      | Polónia           | 54.21 |       |
| 15        | 1       | 1    | Robert Žbogar       | Eslovênia         | 54.28 |       |
| 16        | 1       | 8    | Mindaugas Sadauskas | Lituânia          | 54.85 |       |

### Final
A final teve sua disputa realizada em 16 de dezembro.
| Colocação         | Raia | Nome          | Nacionalidade     | Tempo | Notas |
| ----------------- | ---- | ------------- | ----------------- | ----- | ----- |
| Medalha de ouro   | 4    | Ryan Lochte   | Estados Unidos    | 51.21 |       |
| Medalha de prata  | 5    | Kenneth To    | Austrália         | 51.38 | OC    |
| Medalha de bronze | 3    | George Bovell | Trindade e Tobago | 51.66 |       |
| 4                 | 7    | Peter Mankoč  | Eslovénia         | 52.51 |       |
| 5                 | 6    | Simon Sjödin  | Suécia            | 52.63 |       |
| 6                 | 2    | Conor Dwyer   | Estados Unidos    | 52.83 |       |
| 7                 | 8    | Takuro Fujii  | Japão             | 53.11 |       |
| 8                 | 1    | Daiya Seto    | Japão             | 53.15 |       |

Legenda
| Recorde mundial       | Recorde mundial (World record)               |                       | Recorde africano                      | Recorde africano (African) |                                           | Q | Classificado por posição (Qualified) |
| Recorde do campeonato | Recorde do campeonato (Championship record)  | Recorde da América    | Recorde da América (Americas)         | q                          | Classificado por melhor tempo (Qualified) |   |                                      |
| Melhor marca do ano   | Melhor marca do ano (World leading)          | Recorde asiático      | Recorde asiático (Asian)              | DNS                        | Não largou (Did not start)                |   |                                      |
| Recorde nacional      | Recorde nacional (National record)           | Recorde europeu       | Recorde europeu (European)            | DNF                        | Não terminou (Did not finish)             |   |                                      |
| Recorde pessoal       | Recorde pessoal do atleta (Personal best)    | Recorde da Oceania    | Recorde da Oceania (Oceania)          | DSQ / DQ                   | Desclassificado (Disqualified)            |   |                                      |
| Recorde da temporada  | Recorde da temporada do atleta (Season best) | Recorde sul-americano | Recorde sul-americano (South America) | NM                         | Sem marca (No mark)                       |   |                                      |